# Trichoscypha laxiflora
Trichoscypha laxiflora är en sumakväxtart som beskrevs av Adolf Engler. Trichoscypha laxiflora ingår i släktet Trichoscypha och familjen sumakväxter. Inga underarter finns listade i Catalogue of Life.